# Cuxhaven
Cuxhaven est une ville d'Allemagne située en Basse-Saxe.
Cuxhaven abrita un important port de pêche et servait d'escale aux navires de Hambourg et du Canal de Kiel. L'activité pêche est en perte de vitesse depuis quelques années : il ne reste que très peu de crevettiers et les conserveries ne sont plus légion. Même si le port de conteneurs garde une activité importante, la plupart des porte-conteneurs ne s'arrêtent plus à Cuxhaven mais prolongent leur route jusqu'à Hambourg.
L'activité en plein essor depuis quelques années est l'énergie renouvelable et plus particulièrement l'éolien. Cuxhaven est un centre de pilotage et d'assemblage d'éoliennes avant la mise en off-shore.
Le tourisme a également une grande importance pour la ville. Ville de cure, station balnéaire, les festivités accompagnent les touristes et les Cuxhavenois tout au long de l'été (baptême de Neptune, fête des cerfs-volants…).

## Histoire
La ville a longtemps été une dépendance de Hambourg.
L'île de Neuwerk située juste au nord-ouest de Cuxhaven en mer du Nord, est encore une dépendance de Hambourg. On peut se rendre sur l'île à pied ou en carriole (Wattwagen) à marée basse. Il est important de surveiller l'heure du retour : l'eau remontant de toutes parts dans les petits canaux (Prill) de l'étendue de vase (Watt), les promeneurs peuvent se retrouver piégés au milieu de l'eau. Le parcours de la terre à l'île est balisé par de la brande attaché sur des perches, visible autant à marée haute qu'à marée basse. La suivre permet de ne pas se perdre sur le watt. Le parcours est renouvelé après chaque tempête et chaque année.
Le symbole de la ville est une balise en bois (la Kugelbacke) qui marquait par le passé le point, sur l'embouchure de l'Elbe, marquant la limite entre le fleuve et la mer du Nord. On la retrouve sur les armoiries de la ville et un exemplaire se dresse au bout de la plage de Cuxhaven.
Le 15 mars 1907, Cuxhaven est devenue une ville à part entière faisant partie de l'état de Hambourg car, durant plus de 600 ans, Cuxhaven avait été rattachée à Hambourg.
Le 5 novembre 1918, Karl Baier dirige la mutinerie à Cuxhaven.
En 1937, lors de la signature de l'Acte du Grand Hambourg, Cuxhaven devint un district urbain de la Stade Region, au sein de la province prussienne de Hanovre. En 1972 plusieurs municipalités du District rural du secteur de Hadeln furent incorporées dans le district urbain de Cuxhaven. En 1977, Cuxhaven perdit le statut de district urbain et fut intégrée au nouveau District rural de Cuxhaven, en devenant sa capitale.
Au cours de la Première Guerre mondiale, Cuxhaven-Nordholz dont l'aérodrome avait la particularité de posséder des hangars à dirigeables (Zeppelin), était l'une des principales bases aéronavales allemandes.

## Rôle de Cuxhaven dans l'histoire allemande des fusées
De 1945 à 1964, diverses expérimentations de fusées ont été effectuées aux alentours de Cuxhaven.
Les 2, 4, et 14 octobre 1945, une fusée de type A4 (également connue sous le nom de V2) a été lancée à partir d'un site situé entre Arensch et Sahlenburg. Cette action portait le nom de code Opération retour.
De 1957 à 1964 plusieurs fabricants allemands ont testé environ 500 fusées près de la ville, les plus petites pour le sauvetage en mer, et les plus grosses comme matériel militaire ou spatial (altitude maximale : 50 kilomètres, pour 150 kg au décollage), en particulier des fusées  Kumulus et Cirrus de la société Herrmann-Oberth, et les fusées de la Seliger Forschungs- und Entwicklungsgesellschaft mbH.
Une fusée à trois étages a atteint une hauteur de 120 kilomètres pour la première fois le 2 mai 1963 dans le Tideland de Cuxhaven. Il s'agit de la seule fusée mise au point en Allemagne après la guerre qui ait atteint l'espace.
Le 5 décembre 1963, le centre de recherche et développement de Berthold Seliger (mbH) a fait une démonstration de lancement de missiles à des représentants non membres de l'OTAN, ce qui a irrité les autorités allemandes.
Après un accident mortel à la suite de l'explosion d'une fusée de démonstration de Gerhard Zucker sur le Braunlage le 7 mai 1964, les autorités ont stoppé les essais par une ordonnance provisoire (de juin 1964).

## Autres informations

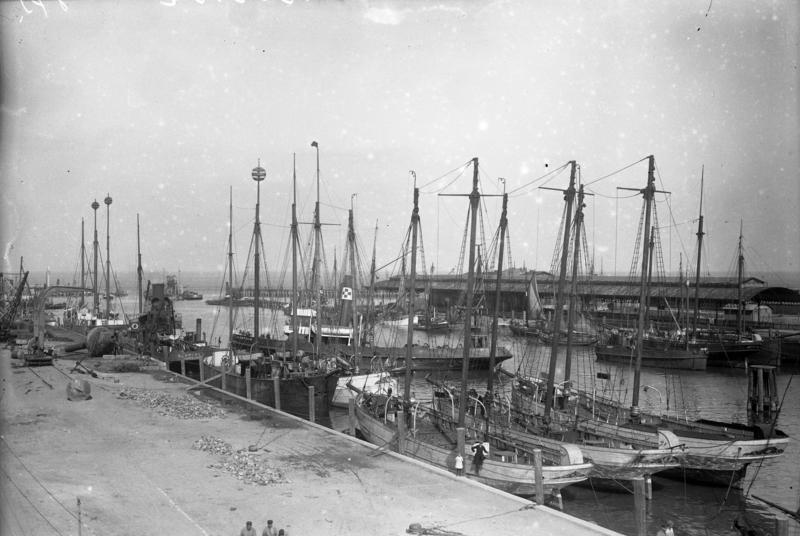
Vue du port de Cuxhaven en 1928

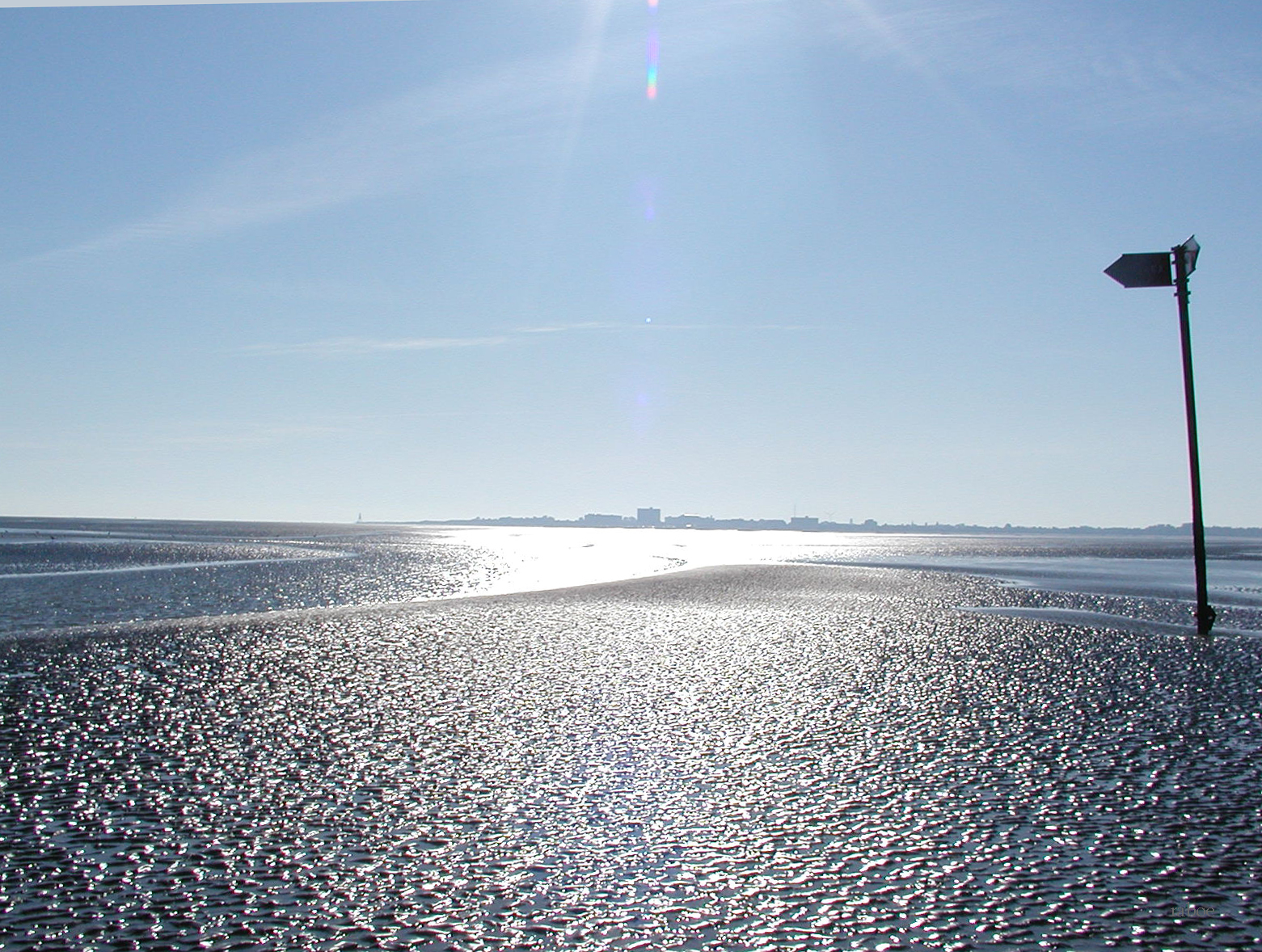
vasière, près de Cuxhaven.

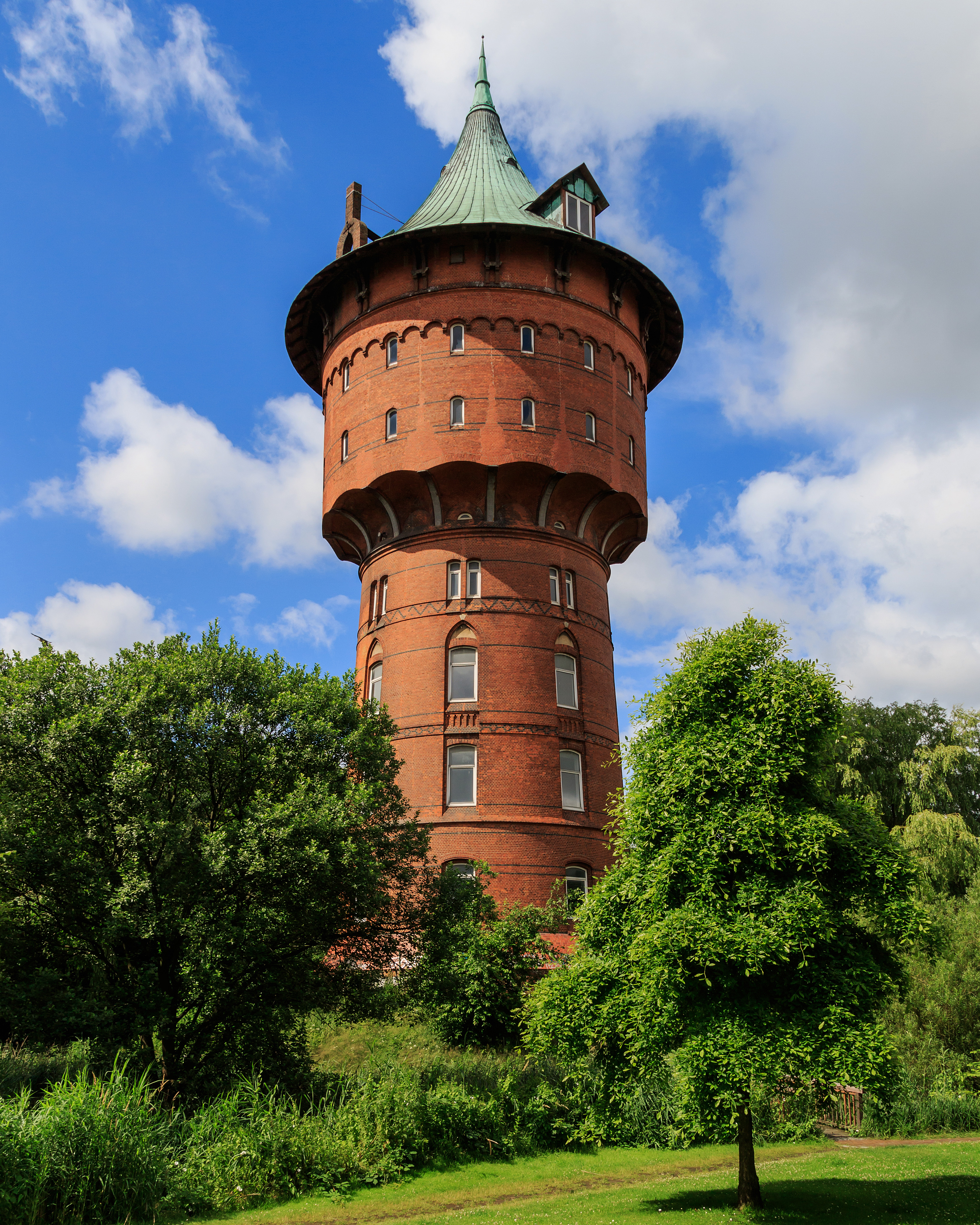
Château d'eau de Cuxhaven.

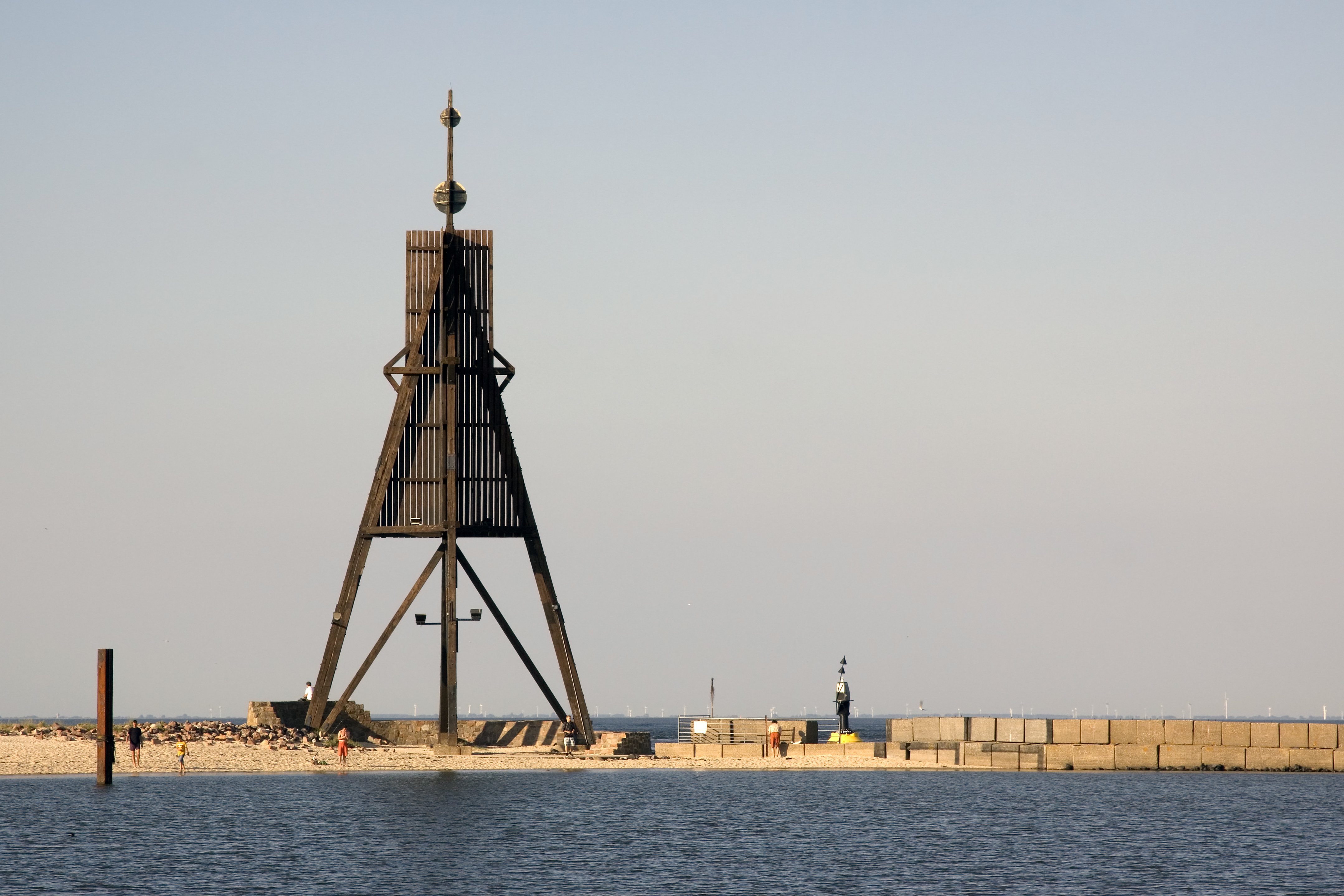
Kugelbake, symbole de Cuxhaven.

À quelques kilomètres au large de la côte Cuxhaven se trouve l'île de Neuwerk. À marée basse l'eau recule si loin de la côte que l'île peut être atteinte à pied par les vasières ou à cheval.
Jumelages : La ville de Cuxhaven est jumelée avec :
- Penzance (Angleterre)
- Hafnarfjörður (Islande)
- Vannes (France) depuis 1963

Une particularité intéressante dans le jumelage avec la France, Cuxhaven est jumelée avec Vannes (Morbihan). Plusieurs jumelages sont issus de ce mariage et différentes communes attenantes aux deux villes sont jumelées depuis de nombreuses années :
- -  Saint-Avé (France) et  Altenwalde (Allemagne)
  -  Theix (France) et  Sahlenburg (Allemagne)
  -  Elven (France) et  Lüdingworth (Allemagne)
  -  Sulniac (France) et  Altenbruch (Allemagne)
  -  Ploeren (France) et  Land Wursten (Allemagne)
- Piła (Pologne)
- Ílhavo (Portugal)
- Vilanova de Arousa (Espagne)
- Sassnitz (Allemagne)
- Binz (Allemagne)